# Cromer Conservation Park
Cromer Conservation Park är en park i Australien. Den ligger i delstaten South Australia, omkring 39 kilometer nordost om delstatshuvudstaden Adelaide. Cromer Conservation Park ligger 458 meter över havet.
Närmaste större samhälle är Williamstown, omkring 14 kilometer nordväst om Cromer Conservation Park. 
Trakten runt Cromer Conservation Park består till största delen av jordbruksmark. Runt Cromer Conservation Park är det mycket glesbefolkat, med 3 invånare per kvadratkilometer. Genomsnittlig årsnederbörd är 419 millimeter. Den regnigaste månaden är juli, med i genomsnitt 68 mm nederbörd, och den torraste är december, med 8 mm nederbörd.